# Adri van Heteren
Adri van Heteren (Gouda, 5 oktober 1951) is een Nederlandse predikant van de Christelijke Gereformeerde Kerken. Sinds 2000 is hij verbonden aan de Eben Haëzerkerk in Urk, een kerkelijke gemeente met ruim 1500 leden, die behoort tot de stroming rond het behoudende blad Bewaar het Pand. Van 28 februari 2004 tot 2018 was hij ook algemeen voorzitter en vicevoorzitter van het hoofdbestuur van de Staatkundig Gereformeerde Partij (SGP). Alhoewel de algemeen voorzitter lid is van het dagelijks bestuur, heeft dit voorzitterschap bij de SGP voornamelijk een symbolische betekenis. De partijorganisatie wordt aangestuurd door de partijvoorzitter, die tevens de communicatie naar buiten toe verzorgt. De fractievoorzitter in de Tweede Kamer geldt als de politiek leider en treedt in hoofdzaak op als politieke partijvertegenwoordiger.

## Biografie
Tijdens de viering van het negentigjarig bestaan van de SGP in 2008 haalde dominee annex voorzitter Van Heteren in de hervormde Oude Kerk van Putten de oudtestamentische profeet Amos aan. In diens tijd liet men zich niets gelegen liggen aan wat in de Bijbel staat geschreven en Van Heteren vroeg zich af of dat in de huidige tijd ook zo is. Verder deed hij een appel op de overheid om op te komen voor het christelijk geloof en verkeerde godsdienstige voorstellingen tegen te gaan.
Van Heteren is predikant geweest in Werkendam en Barendrecht. Sinds 2000 staat hij op Urk.

## Verkiezingsuitslagen
| Verkiezing                    | Partij                           | Kandidaatnummer | Aantal Stemmen |
| ----------------------------- | -------------------------------- | --------------- | -------------- |
| Tweede Kamerverkiezingen 1994 | Staatkundig Gereformeerde Partij | 20              | 109            |
| Tweede Kamerverkiezingen 1998 | Staatkundig Gereformeerde Partij | 16              | 149            |
| Tweede Kamerverkiezingen 2002 | Staatkundig Gereformeerde Partij | 16              | 294            |
| Tweede Kamerverkiezingen 2003 | Staatkundig Gereformeerde Partij | 16              | 254            |
| Tweede Kamerverkiezingen 2006 | Staatkundig Gereformeerde Partij | 17              | 140            |
| Tweede Kamerverkiezingen 2010 | Staatkundig Gereformeerde Partij | 25              | 176            |